# Nesapterus
Nesapterus är ett släkte av skalbaggar. Nesapterus ingår i familjen glansbaggar.

## Dottertaxa tillNesapterus, i alfabetisk ordning[1]
- Nesapterus abnormalis
- Nesapterus anticatus
- Nesapterus ater
- Nesapterus bidens
- Nesapterus cognatus
- Nesapterus collaris
- Nesapterus confertus
- Nesapterus curtithorax
- Nesapterus fallax
- Nesapterus floricola
- Nesapterus inauratus
- Nesapterus isolitus
- Nesapterus koelensis
- Nesapterus lambianus
- Nesapterus latiusculus
- Nesapterus molokaiensis
- Nesapterus nigricans
- Nesapterus obscurans
- Nesapterus olindae
- Nesapterus pictus
- Nesapterus protinoides
- Nesapterus puncticollis
- Nesapterus roridus
- Nesapterus segnis
- Nesapterus serratus
- Nesapterus similis
- Nesapterus sinuatus
- Nesapterus solitarius
- Nesapterus testaceipes
- Nesapterus torvus
- Nesapterus vagepictus